# インドネシアノドグロヤイロチョウ
インドネシアノドグロヤイロチョウ (学名：Pitta elegans)は、ヤイロチョウ科に分類される鳥類の一種。インドネシアの固有種で、小スンダ列島およびモルッカ諸島に分布する。

## 分類
1836年にオランダの動物学者であるコンラート・ヤコブ・テミンクによって、ティモール島から得られた標本を基に記載された。インドヤイロチョウ、ノドグロヤイロチョウ、アオバネヤイロチョウの亜種とされることもある。
4亜種が存在する。他に3亜種が記載されたが、他の亜種のシノニムとなった。
- P. e. virginalis Hartert, 1896 – タナジャンペア島、カラオトア島、カラオ島など、スラウェシ島とフローレス島の間の小さな島々
- P. e. hutzi Meise, 1942 – ペニダ島
- P. e. maria Hartert, 1896 – スンバ島
- P. e. elegans Temminck, 1836 – ティモール島と周辺の島々

## 分布と生息地
インドネシアの小スンダ列島、モルッカ諸島の固有種である。東ティモールからの報告もあるが、適した生息地があるものの、正式な記録はティモール島の西半分に留まっている。乾燥広葉樹林、湿潤広葉樹林に生息する。
基亜種はティモール島、セマウ島、キサール島に、P. e. maria はスンバ島に、P. e. virginalis はスラウェシ島南部のタナジャンペア島、カラオ島、カラオトア島に分布する。

## 形態
体長19cm、体重47-77gである。頭部周辺と頸は黒色で、頭上には黄褐色の縞模様が入る。背面と翼は暗い緑色で、小雨覆には鮮やかな水色の斑点が入る。腰は水色で、尾は黒く先端は緑色である。腹面は明るい黄褐色で、腹の中央は黒く、その下に赤い斑点が入る。雌雄は形態的に類似している。